# O Amenal
O Amenal en galicien (nom officiel), ou Amenal en castillan, est un hameau de la parroquia (paroisse civile) de San Miguel de Pereira (gl) dans le municipio (canton ou commune) d'O Pino, comarque de Arzúa, province de La Corogne, communauté autonome de Galice, au nord-ouest de l'Espagne.
Ce hameau du municipio de O Pino est traversé par le Camino francés du Pèlerinage de Saint-Jacques-de-Compostelle.

## Patrimoine et culture

### Pèlerinage de Compostelle
Le Camino francés du Pèlerinage de Saint-Jacques-de-Compostelle traverse le hameau d' O Amenal (Amenal en castillan), en venant du hameau de Santo Antón (San Antón en castillan) dans le municipio (canton) d'O Pino.
La halte suivante est le village de Cimadevila (Cimadevila en castillan), dans le même municipio d'O Pino.